# باول توماس (مصور)
باول توماس (بالإنجليزية: Paul Thomas)‏ هو مصور أسترالي، ولد في 20 أكتوبر 1941.